# Christian Möckel (Fußballspieler)
Christian Möckel (* 6. April 1973 in Karl-Marx-Stadt) ist ein ehemaliger deutscher Fußballspieler und heutiger Funktionär.

## Karriere als Spieler und Funktionär
Während seiner Zeit als Profi bestritt der Stürmer 7 Spiele beim 1. FC Nürnberg in der Bundesliga und 103 Spiele in der 2. Bundesliga.
Von Juni 2006 bis Juni 2010 war er bei der TSG 1899 Hoffenheim im Bereich Sportmanagement/Scouting beschäftigt, von Juli 2010 bis Oktober 2015 arbeitete er unter Sportvorstand Martin Bader als Chef-Scout beim 1. FC Nürnberg. Im November 2015 folgte Möckel als sportlicher Leiter Bader, dem neuen Geschäftsführer Sport, zu Hannover 96. Im März 2017 stellte Hannover 96 ihn und Martin Bader von ihren arbeitsrechtlichen Verpflichtungen frei.
Von 2019 bis Anfang 2021 war er Sportdirektor des österreichischen Bundesligisten SCR Altach.